# ナハキハギ

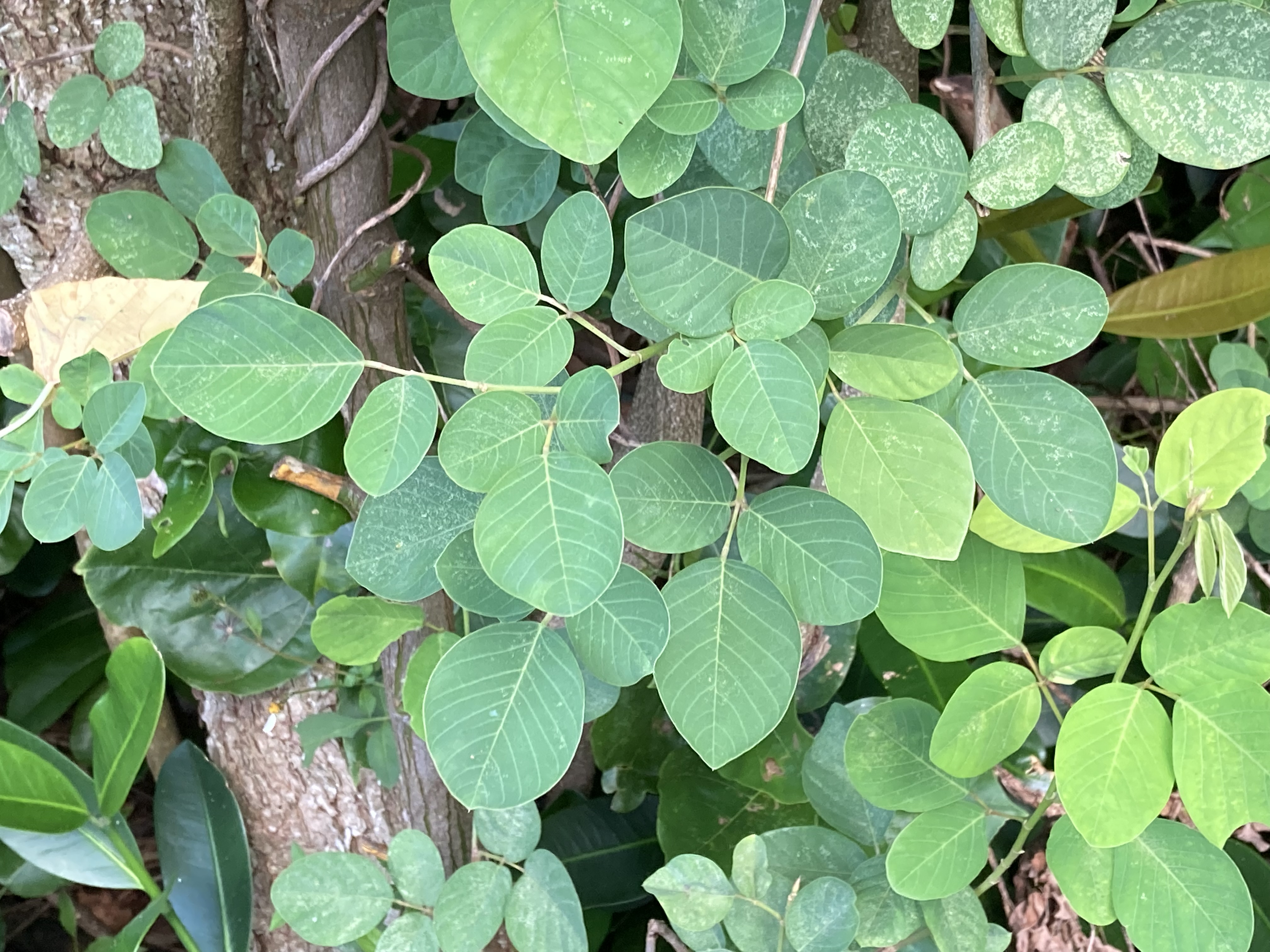
ナハキハギの葉

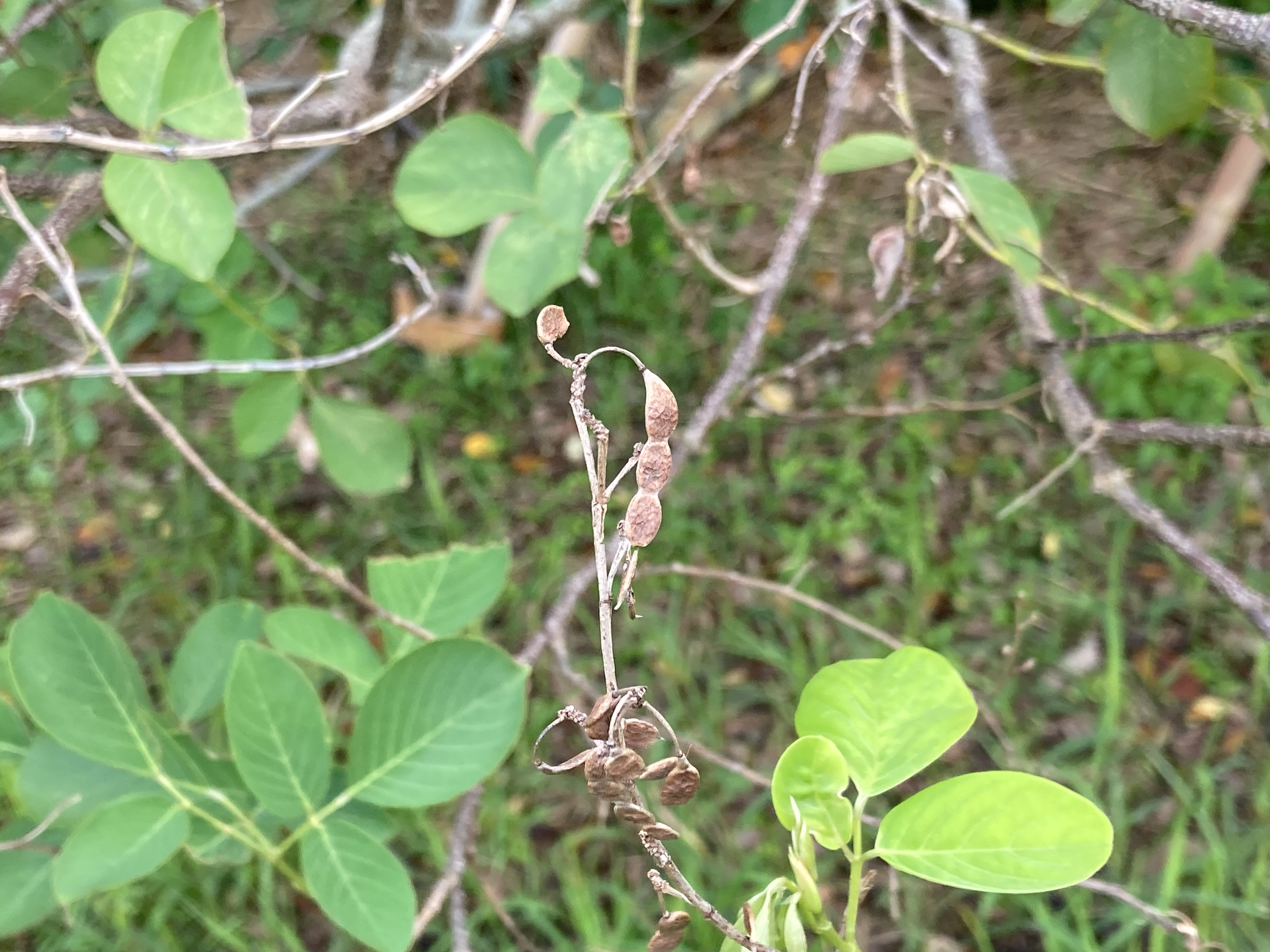
ナハキハギの豆果

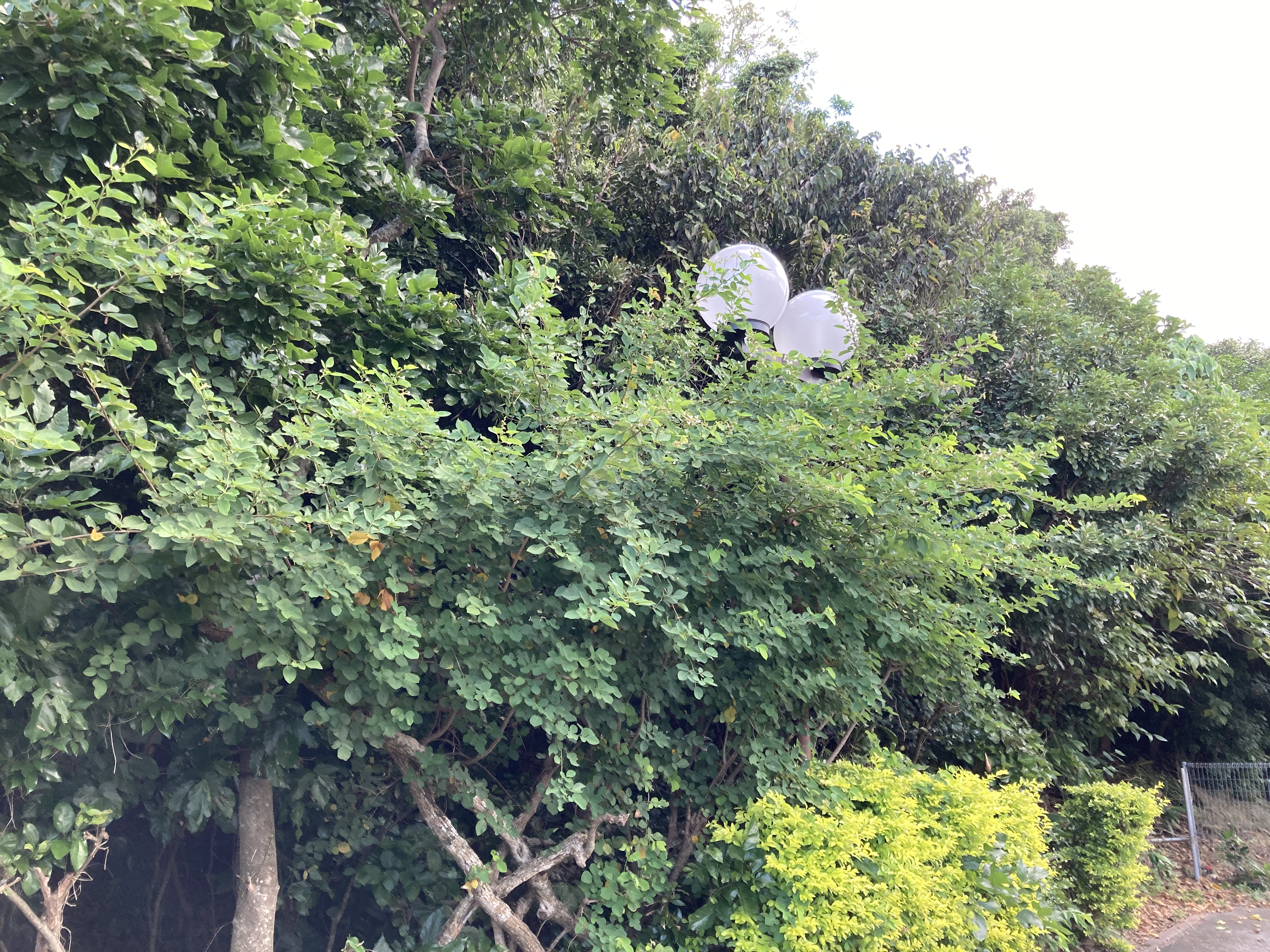
ナハキハギの植栽

ナハキハギ（那覇木萩、学名：Dendrolobium umbellatum）は、マメ科ナハキハギ属の落葉低木～小高木。別名オオキハギ。

## 特徴
樹高2–6 m。葉は三出複葉で互生する。葉脈は明瞭で7–9対あり、葉裏に凸出し目立つ。散形花序で6–12個の白色の蝶形花を咲かせる。花冠は長さ約10 mm。豆果は長さ2–4 cmで数珠状になり、節で割れて散布される。果皮は厚くコルク状になり海に浮き、各地に漂着する。

## 分布と生育環境
沖縄島、石垣島、小浜島、西表島、内離島。東アフリカ、インド、東南アジア、オーストラリア北部、南太平洋諸島、中国南部、台湾。海岸の林縁部に生育。沖縄島では漫湖周辺と今帰仁村に自生地が知られる。

## 利用
薬草、牛馬の飼料、防潮防風護岸林、緑肥。ナハキハギ群落のあるガーナー森は昭和49年に那覇市の名勝及び天然記念物に指定されている。